# West, Bruce and Laing
West, Bruce and Laing byli blues-rocková superskupina, kterou tvořili Leslie West (kytara a zpěv), Jack Bruce (baskytara, harfa, klávesy a zpěv) a Corky Laing (bicí a zpěv). V roce 2009 West a Laing přibrali do týmu syna Jacka Bruceho Malcolma a začali koncertovat jako West, Bruce Jr. and Laing

## West, Bruce and Laing
Trio se zformovalo v Chicagu na jaře 1972 poté co West a Laing odešli ze skupiny Mountain.

## Diskografie
- 1972 – Why Dontcha
- 1973 – Whatever Turns You On
- 1974 – Live 'n' Kickin'